# 카슈미라 샤
카슈미라 샤(힌디어: कश्मीरा शाह, 영어: Kashmira Shah, 1973년 12월 2일 ~ )는 인도의 배우, 모델이다.